# Boxhagener Straße
Die Boxhagener Straße im Berliner Ortsteil Friedrichshain des Bezirks Friedrichshain-Kreuzberg verläuft von der Warschauer Straße bis zur Ringbahn und geht danach an der Kynast- / Ecke Hirschberger Straße im Ortsteil Rummelsburg des Bezirks Lichtenberg in die Marktstraße über.

## Geschichte
Ursprünglich war die Boxhagener Straße ein Landweg, der von der Chaussee nach Frankfurt (Oder) (der heutigen Karl-Marx-Allee) über Rummelsburg nach Cöpenick führte. Dies begründet den ungewöhnlichen diagonalen Verlauf im heutigen Straßennetz. Südlich des Weges lag das Vorwerk Boxhagen (auch Bockshagen oder Buxhagen), weswegen für den Weg der Name Alter Cöpenicker Weg beim Boxhagen überliefert ist. Im Bereich der Straße entstand um 1800 die Colonie Boxhagen mit einigen Siedlungshäusern. Der Name Boxhagener Straße tauchte erstmals spätestens Anfang der 1870er Jahre in Stadtplänen auf. Sie verlief damals von der Frankfurter Allee bis zur heutigen Niederbarnimstraße. An dieser Stelle verlief von 1889 bis 1912 die Grenze zwischen Berlin im Westen und der Landgemeinde Boxhagen-Rummelsburg im Osten.
Der weitere Verlauf der Straße in Boxhagen-Rummelsburg hieß bis 1892 Boxhagener Weg, später zwischen Niederbarnimstraße und Wismarplatz Boxhagener Chaussee und im weiteren Verlauf Alt-Boxhagen. Um 1900 entstand in dem Gebiet eine dichte Wohnbebauung. 1912 wurde Boxhagen-Rummelsburg in die Stadt Lichtenberg eingemeindet, die dann 1920 ein Teil von Groß-Berlin wurde. Nach der Eingemeindung bekam 1921 der gesamte Straßenzug bis zur Berliner Ringbahn den Namen Boxhagener Straße. Durch die Gebietsreform von 1938 wechselte die Straße auch von der Niederbarnimstraße bis zur Ringbahn in den Bezirk Friedrichshain.
In den 1960er Jahren wurde der Abschnitt westlich der Warschauer Straße aufgehoben, in die Hildegard-Jadamowitz-Straße integriert und teilweise überbaut. Die Boxhagener Straße beginnt seitdem an der Warschauer Straße.

## Gebäude und Einrichtungen

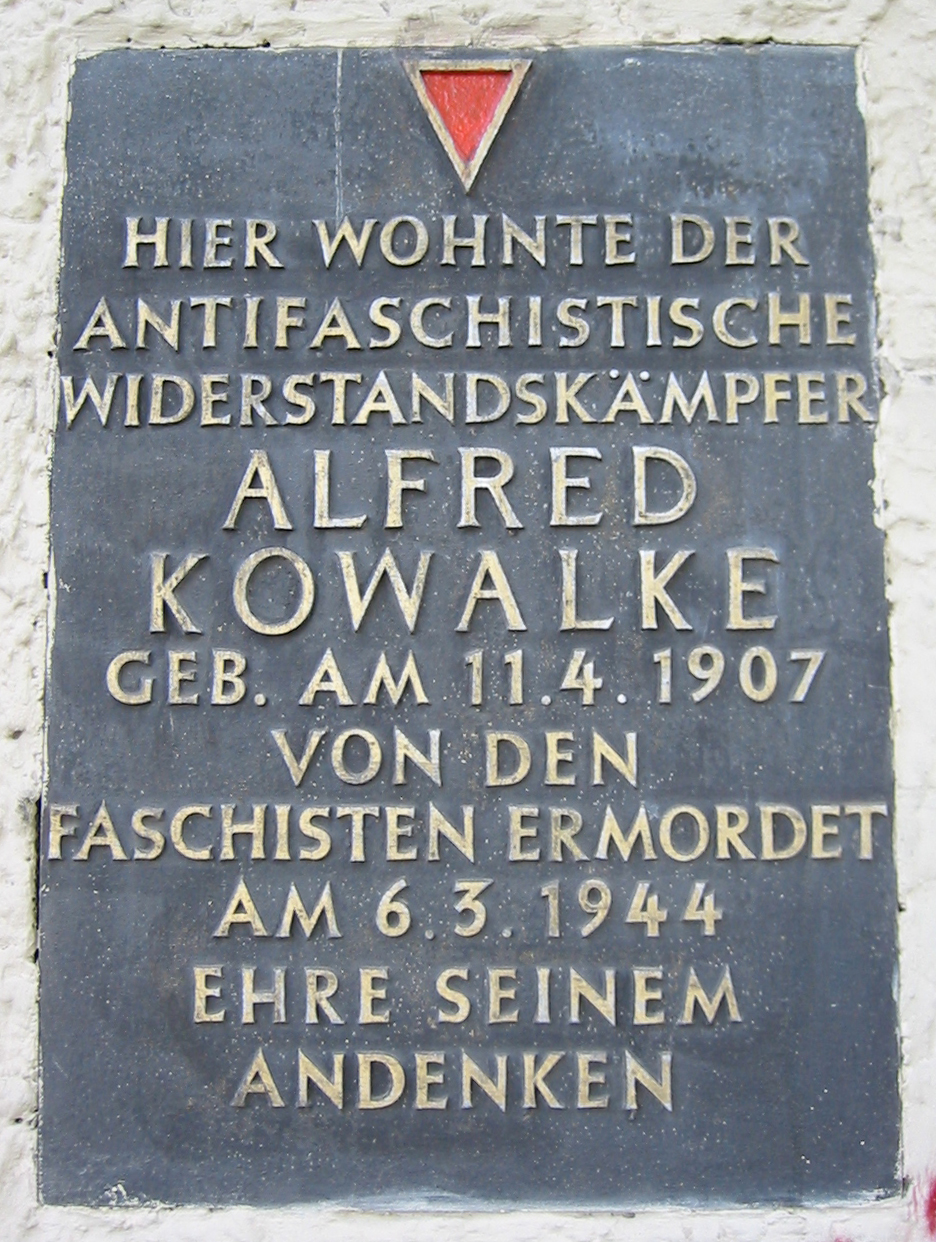
Gedenktafel für Alfred Kowalke

Der Hausnummernverlauf der Boxhagener Straße folgt dem Prinzip der Hufeisennummerierung.
Unter der Hausnummer 18 hat sich in einem Wohnhaus seit 1999 eine Kulturszene entwickelt, die wechselnde Betreiber und wechselnde Formate bediente. Seit 2021 gibt es hier ein Theater, das seit 2024 den offiziellen Namen Artjom Theater trägt. Es hat sich auf experimentelle und innovative Produktionen spezialisiert.
Auf dem Grundstück Nr. 45/46 befindet sich die Zille-Grundschule.
Der Widerstandskämpfer gegen das NS-Regime Alfred Kowalke lebte im Haus Nummer 51, woran seit den 1980er Jahren eine Gedenktafel erinnert.

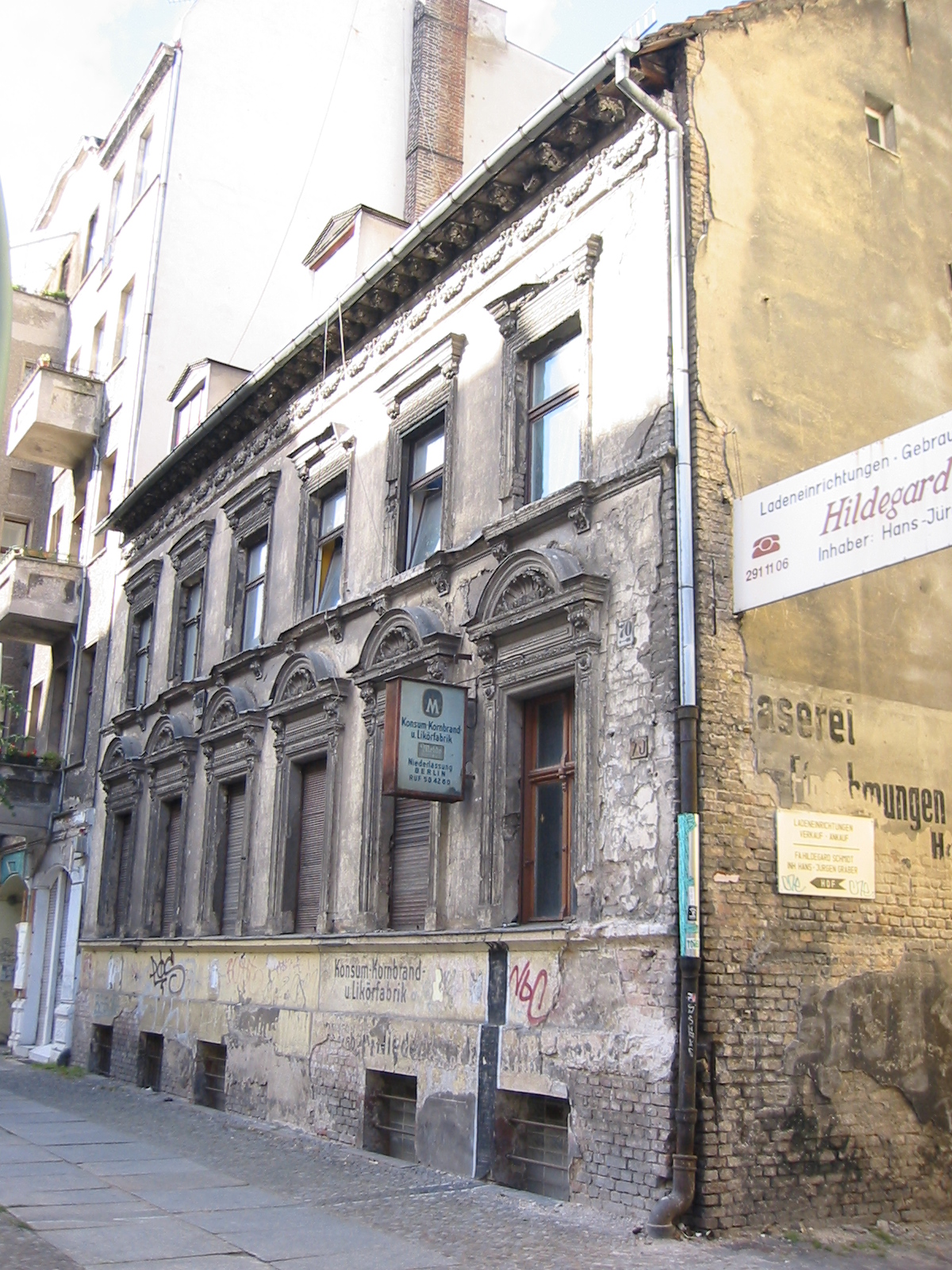
Boxhagener Straße 70

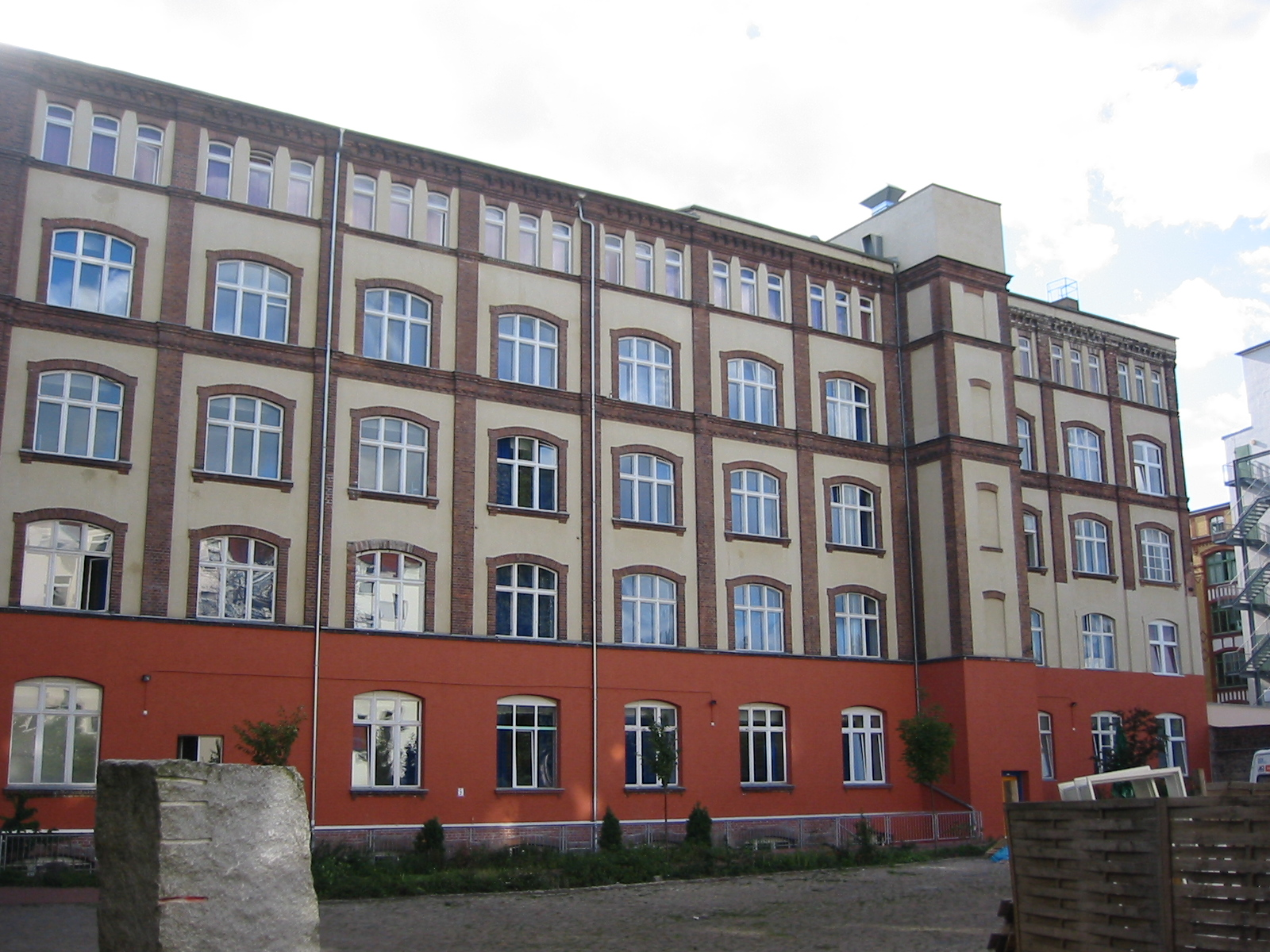
Boxhagener Straße 73

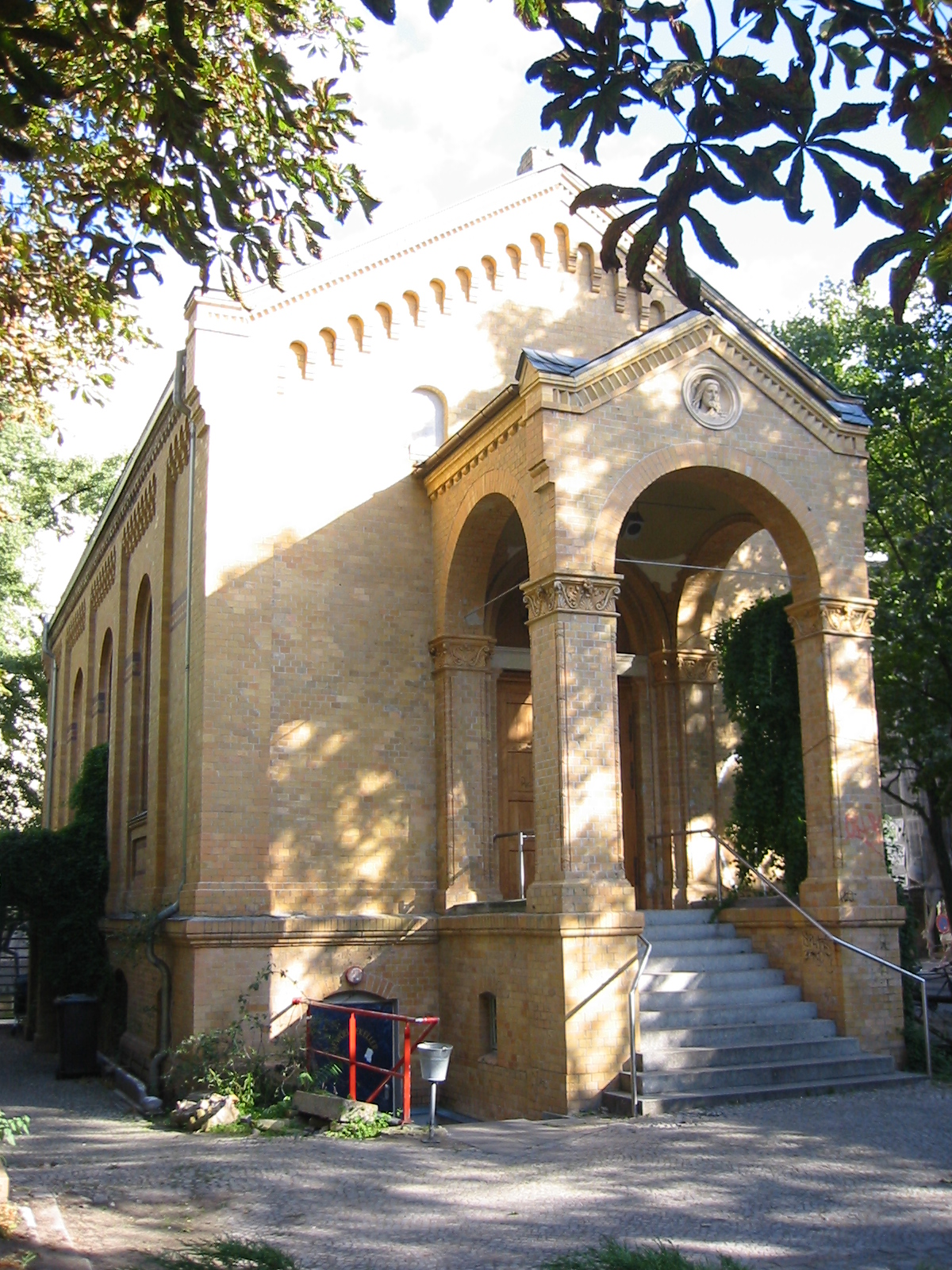
Friedhofskapelle des Georgen-Parochial-Friedhofs IV

Das zweigeschossige Wohnhaus mit der Hausnummer 70 wurde 1888 im Auftrag des Bauherrn Hermann Krägenbrink errichtet, der später auch die Häuser mit den Nummern 71 und 72 bauen ließ. Es galt aufgrund seines frühen ländlichen Stils lange Zeit als ältestes in Friedrichshain. Hier befand sich noch in der DDR eine Niederlassung der Melde Konsum-Kornbrand- und Likörfabrik. Das fünfgeschossige Haus mit der Nummer 71 wurde 1902 gebaut und steht unter Denkmalschutz. Die Gestaltung orientierte sich ursprünglich am Neobarock und Jugendstil.
Die Schraubenfabrik Sudicatis im Haus mit der Nummer 73 wurde um 1895 errichtet. Im gleichen Jahr entstand auch die Fabrik für elektrische Instrumente im Haus 76–78 im Gründerzeitstil. Sie dient heute als Gewerbehof, der bisher teilweise renoviert und mit Büros ausgestattet wurde. Hier befinden sich unter anderem ein Hostel für Rucksacktouristen, das 2000 zunächst mit 164 Betten und ohne Konzession eröffnete.
An der Hausnummer 80 befand sich ein fünfgeschossiger denkmalgeschützter Stahlskelettbau, der 1906/1907 unter Karl Bernhard erbaut wurde. Das Gebäude war Eigentum der Deutschen Kabelwerke AG und wurde zunächst von der Cyklon Maschinenfabrik GmbH genutzt und 1922 an die Deka-Pneumatik GmbH vermietet. Die Fabrik gehörte zu Zeiten der DDR zum VEB Gummiwerke Berlin, woraus später die Freudenberg Dichtungs- und Schwingungstechnik GmbH wurde.
Nach der Verlagerung dieses Betriebes entstand in den 2010er Jahren an der Ecke zur Holteistraße (Hausnummern 79–82) das Freudenberg-Areal, ein Wohnquartier mit etwa 650 Wohnungen und einem 6000 m³ großen öffentlichen Park. Nach seiner Fertigstellung erhielt das Ensemble den Namen Box Seven.
Auf dem Hof der Häuser mit den Nummern 95~97 steht ein zweigeschossiger Pferdestall, der 1893 unter Wilhelm Magnus errichtet wurde.

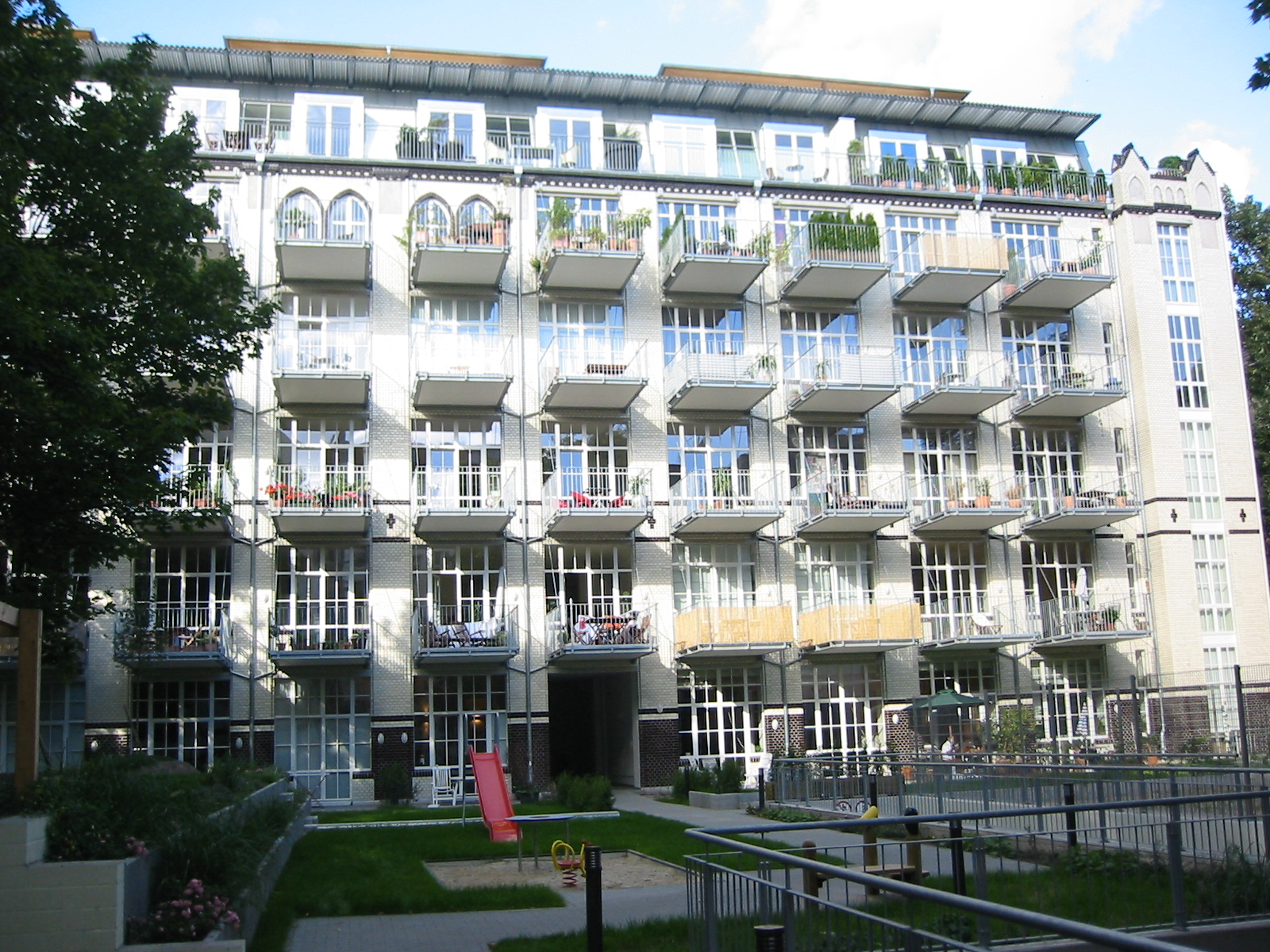
Boxhagener Straße 111 (Innenhof)

In der Boxhagener Straße 99~101 liegt der Georgen-Parochial-Friedhof IV mit der denkmalgeschützten Friedhofskapelle, die im Jahr 1879 nach Plänen von Gustav Knoblauch errichtet wurde. Das Grundstück wurde 1866 von der Kirchengemeinde gekauft und war damals noch nicht von Wohnhäusern umbaut. Ein Jahr später wurde der Friedhof eröffnet. Er umfasst ein Areal von 25.000 Quadratmetern. Die gelbe, neoromanische Kapelle ist mit einem Rundbogenfries und Rundbogenfenster unter dem Dachrand verziert. 1937 wurden die Innenräume komplett umgestaltet. Nachdem sich die Lichtenberger Erlöser-Gemeinde sowie die Offenbarungs- und die Verheißungs-Gemeinde verselbstständigt hatten, feierte letztere in der Kapelle bis 1993 ihre Gottesdienste. Die Kapelle wurde von 2015 bis 2018 saniert und im Oktober 2018 unter dem Namen Kapelle99 als Spielstätte für Theater und Performance neu eröffnet.
In der Boxhagener Straße 111 befindet sich auf dem hinteren Teil des 2919 Quadratmeter großen Grundstücks die 1904 von Arnold Kuthe erbaute Etagenfabrik. Sie steht heute unter Denkmalschutz und wird nach Sanierungen und Umbauten zu 44 Wohnungen beziehungsweise Lofts und sieben Penthouse-Wohnungen sowohl privat als auch gewerblich genutzt.

## Verkehr

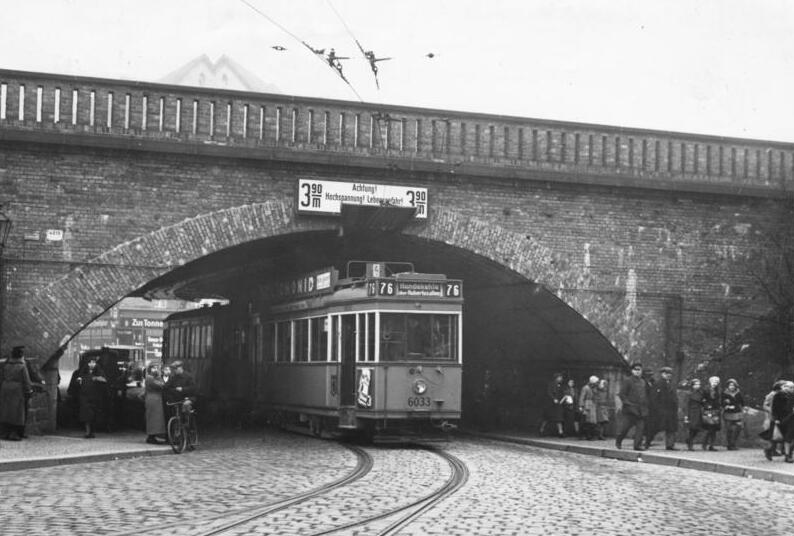
Im Jahr 1934 fährt eine Straßenbahn durch die „Tonne“ (die damalige Ringbahn-Unterführung kurz vor ihrem Abriss) in die Boxhagener Straße

Entlang der zweistreifigen Boxhagener Straße fährt die Linie 21 der Straßenbahn mit den Stationen Niederbarnimstraße, Wismarplatz, Holteistraße und Neue Bahnhofstraße. Die Metrotram-Linie M13 kreuzt die Boxhagener Straße an der Station Holteistraße.

## Einstiger Rundfunksender
Da der 1926 am Berliner Funkturm in Betrieb genommene Rundfunksender den Osten Berlins nicht ausreichend versorgen konnte, wurde am 13. Januar 1929 im Postamt Boxhagener Straße 111 ein Mittelwellenrundfunksender für die Frequenz 1060 kHz mit einer Sendeleistung von 500 Watt in Betrieb genommen. Er verwendete als Sendeantenne eine dreidrähtige T-Antenne, die von zwei je 34 Meter hohen Masten auf dem Dach des Gebäudes getragen wurde. Mit der Inbetriebnahme des Senders Tegel im Jahr 1934 stellte die Anlage ihren Betrieb ein.